# Salvia viridis
La gallocresta (Salvia viridis) es una planta herbácea perteneciente a la familia de las lamiáceas.

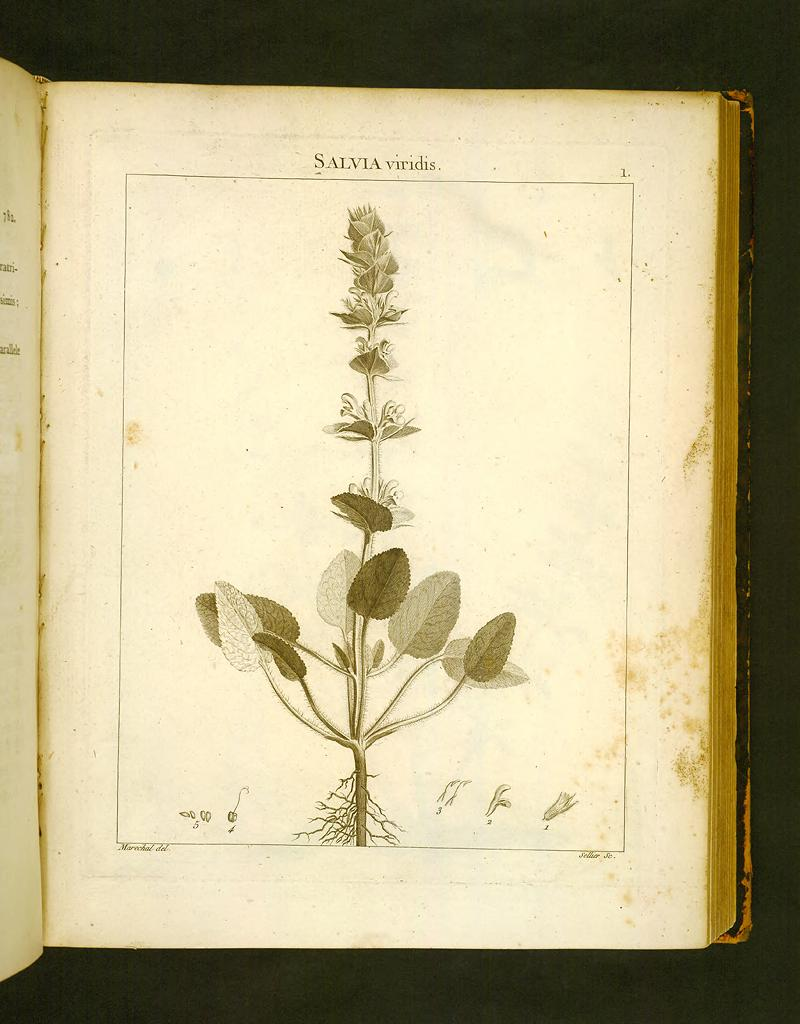
Pl. 1 Flora atlantica.

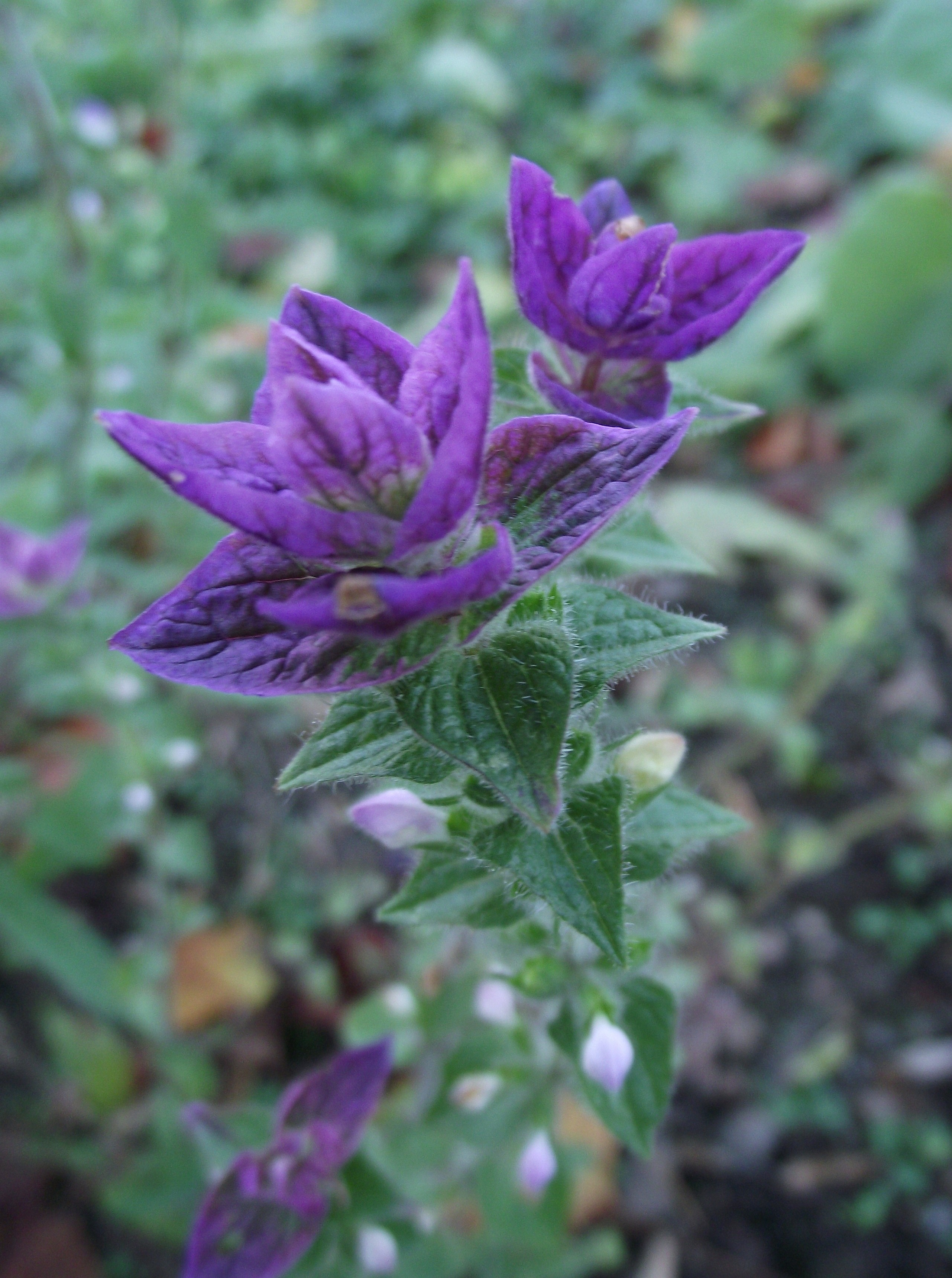
Vista de la planta

## Descripción
Es una hierba que alcanza un tamaño de 40 (-50) cm, erectos, simples o escasamente ramificados, viloso-glandulosos. Hojas con pelos eglandulares y glandulares cortos y glándulas sentadas, con limbo de hasta 40 x 30 mm, de ovado a ovado-oblongo, crenado, obtuso; las inferiores pecioladas, las más superiores a veces dentactas. Inflorescencia simple. Verticilastros normalmente distanciados y con (4-) 6 (-8) flores. Brácteas medias de 8-16 mm, más largas o más cortas que los cálices, de anchamente ovadas a ovado-rómbicas, de márgenes no superpuestos, acompañadas de bracteolas lineares y ciliadas. Pedicelos de 2,5-3,5 mm, erectos en la antesis, marcadamente recurvados en la fructificación. Cáliz de 7-10 mm, tubuloso, bilabiado, pubescente-glanduloso, con algunos pelos eglandulares largos y glándulas sentadas; labio superior plegado, con lados planos y dientes espinosos. Corola de 10-14 mm, pubescente, rosada o violácea, con labio superior erecto o ligeramente falcado. Estambres con conectivo mucho más largo que el filamento, con rama posterior estéril corta, plana y hemisagitada. Núculas de 3 mm, elipsoideas, comprimidas. Tiene un número de cromosomas de 2n = 16*.

## Distribución y hábitat
Se encuentra en pastos y campos de cultivo, indiferente edáfica; a una altitud de 0-500 metros en el Sur de Europa, Norte de África y Suroeste de Asia. Sur de la península ibérica e Islas Baleares.

## Taxonomía
Salvia viridis fue descrita por Carlos Linneo y publicado en Species Plantarum 1: 26. 1753.
Etimología
Ver: Salvia
viridis: epíteto latino que significa "verde".
Sinonimia
- Horminum coloratum Moench
- Horminum sativum Mill.
- Horminum viride (L.) Moench
- Ormilis horminum (L.) Raf.
- Ormilis viridis (L.) Raf.
- Salvia colorata Thore
- Salvia comosa Salisb.
- Salvia dolichorrhiza Caball.
- Salvia horminum L.
- Salvia horminum var. angustifolia Boiss.
- Salvia horminum var. hypoleuca Briq.
- Salvia horminum var. intermedia Briq.
- Salvia horminum var. viridis (L.) Briq.
- Salvia intercedens Pobed.
- Salvia rosanii Ten.
- Salvia spielmannii Scop.
- Salvia truncata Willd.
- Sclarea viridis (L.) Soják[5][6]